# Muziekacademie Bazel

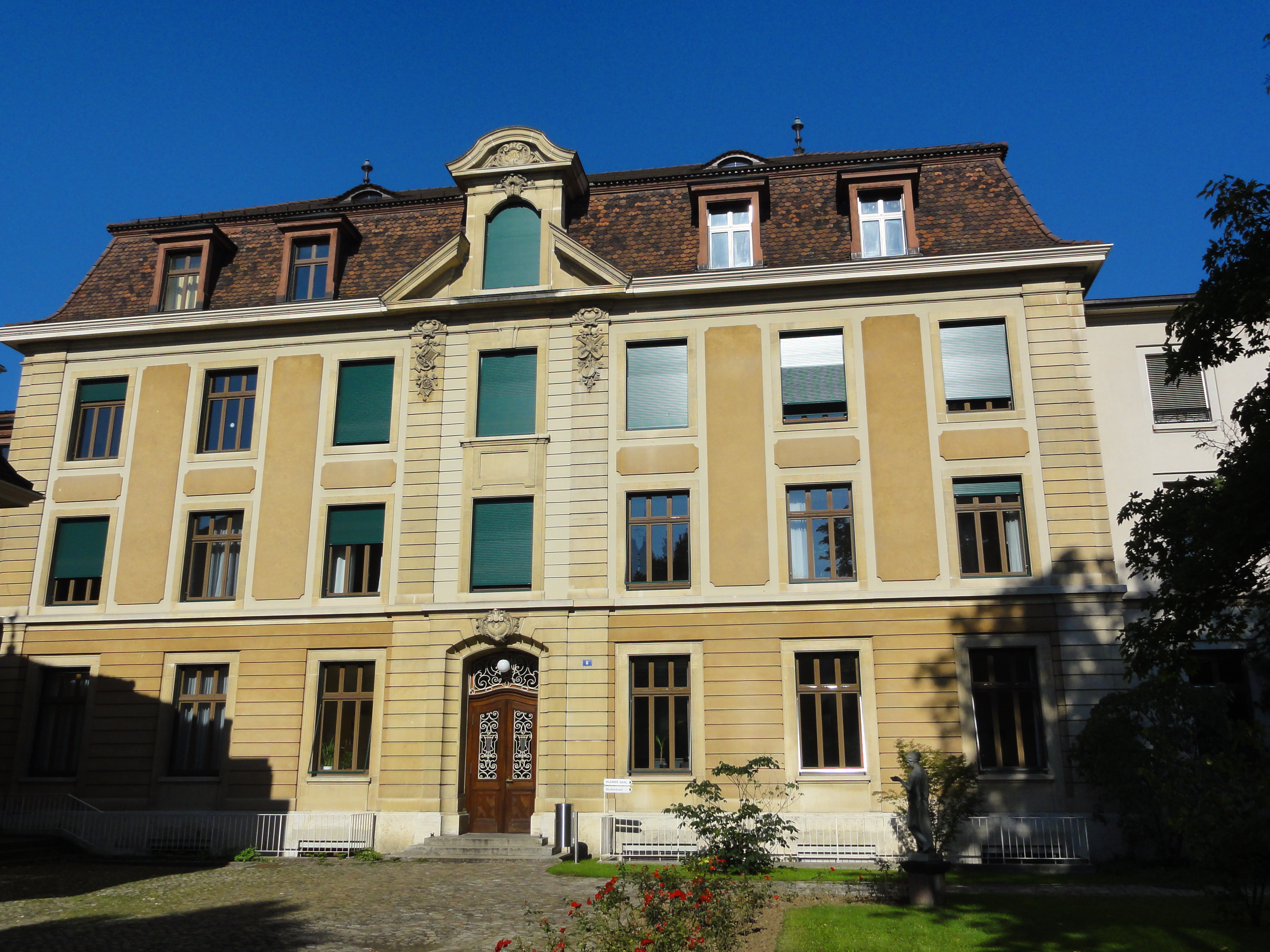
Gebouw van de Muziekacademie Bazel

De Muziekacademie Bazel (Duits: Hochschule für Musik) werd als Algemene muziekschool op 8 februari 1867 opgericht door de Bazeler wezenvader Johann Jakob Schäublin-Vögtlin en de Gesellschaft für das Gute und Gemeinnützige Basel.
Eerste directeur was Selmar Bagge in de jaren 1868 tot 1896 en hij werd opgevolgd door de componist Hans Huber, die de Algemene muziekschool van 1896 tot 1918 leidde. Dezelfde Hans Huber stichtte in 1905 de Basler Hochschule für Musik als conservatorium, het eerste in het Duitstalig Zwitserland.
In 1954 fuseerden de Schola Cantorum Basiliensis, die 1933 door Paul Sacher opgericht werd, met de Algemene muziekschool en de Hoge school voor muziek in Bazel. Alle drie instituten samen vormen sindsdien de Muziekacademie van de stad Bazel. In 2001 werden de muzikale basiscursussen als 4e instituut ingevoerd. Vanaf 2008 behoort de Muziekacademie tot de Fachhochschule Nordwestschweiz.